# آندوهاپاتساکانا
آندوهاپاتساکانا (به لاتین: Andohapatsakana) یک منطقهٔ مسکونی در ماداگاسکار است که در فیانارانسوا واقع شده‌است. آندوهاپاتساکانا ۱٬۸۴۱ نفر جمعیت دارد و ۱٬۵۱۵ متر بالاتر از سطح دریا واقع شده‌است.